# Finally Woken
A Finally Woken Jem walesi énekesnő első albuma. 2004-ben jelent meg. Az Egyesült Királyságban több mint 300 000, az USA-ban a Nielsen SoundScan adatai szerint 2008. május 29-ig 321 000 példányban kelt el. Az Amazon.com 2004-ben beválasztotta az általuk ajánlott 100, abban az évben megjelent album közé (Top 100 Editor’s Picks of 2004), a 69. helyre.
Az albumborítón Jem látható gyermekkorában, a fényképet édesapja készítette róla. A borító az egyes régiókban különböző színnel jelent meg; az Egyesült Királyságban kék, Európában és Ausztráliában zöld, az USA-ban sárga. Európában (az Egyesült Királyságot is beleértve) 2005-ben új borítóval újra kiadták.

## Számlista
| #   | Cím             | Szerzők                                  | Hossz |
| --- | --------------- | ---------------------------------------- | ----- |
| 1.  | They            | Jemma Griffiths, G. Young                | 3:16  |
| 2.  | Come on Closer  | Griffiths, Young                         | 3:47  |
| 3.  | Finally Woken   | Griffiths                                | 3:58  |
| 4.  | Save Me         | Griffiths, Young                         | 3:33  |
| 5.  | 24              | Jemma Griffiths, Justin Griffiths        | 3:54  |
| 6.  | Missing You     | Griffiths, Griffiths, Yoad Nevo          | 4:01  |
| 7.  | Wish I          | Griffiths                                | 3:56  |
| 8.  | Just a Ride     | Mike Caren, Griffiths                    | 3:20  |
| 9.  | Falling for You | Nick Coler, Griffiths, Brian Higgins     | 4:17  |
| 10. | Stay Now        | Griffiths, Klas B. Wahl, Nick Whitecross | 3:43  |
| 11. | Flying High     | Griffiths, Paul Herman, Nevo             | 4:08  |

## Kislemezek
- 24 (csak promó)
- They
- Just a Ride
- Wish I

## Közreműködők
- Jem: vokálok
- Paul Herman: akusztikus gitár
- Nick Ingman: karmester
- Yoad Nevo: akusztikus gitár, bendzsó, basszusgitár, ütősök, elektromos gitár, billentyűk, szitár, kontrabasszus, spanyol gitár, minihárfa

## Helyezések
| Év   | Slágerlista               | Legfelső helyezés |
| ---- | ------------------------- | ----------------- |
| 2004 | USA, Billboard Top 200    | 197               |
| 2004 | Brit albumslágerlista     | 6                 |
| 2005 | Ausztrál ARIA slágerlista | 59                |